# Lepidodactylus buleli
Lepidodactylus buleli — вид геконоподібних ящірок родини геконових (Gekkonidae). Ендемік Вануату.

## Відкриття
Під час експедиції на острів Еспіріту-Санто, яка була організована Паризьким Національним музеєм природознавства було знайдено дев'ять яєць геконів. Їх помістили в інкубатор. З одного з яєць вилупилась ящірка, яка після досліджень виявилась новим, невідомим науці видом.

## Опис
Невеликий гекон, покритий лускою, має оригінальний малюнок біля основи хвоста та лимонно-жовті губи. Спина злегка рожева, а черево зеленого забарвлення. Очі мають червону пігментацію. Lepidodactylus buleli сягає 80 мм завдовжки у віці одного року, з яких 40 мм припадає на хвіст. Важить приблизно 1,5 г. Яйце завширшки 7,5 мм і заввишки 10 мм.

## Поширення і екологія
Lepidodactylus buleli відомі з типової місцевості, розташованої на півночі острова Еспіріту-Санто в архіпелазі Нові Гебриди, на висоті 630 м над рівнем моря. Вони живуть у вологих тропічних лісах.